# Kito
Saddan Abdul Rafael Guambe znany jako Kito (ur. 23 maja 1984 w Maputo) – mozambicki piłkarz grający na pozycji defensywnego pomocnika. Od 2018 jest zawodnikiem klubu Ferroviário Maputo.

## Kariera klubowa
Swoją karierę piłkarską Kito rozpoczął w klubie Ferroviário Maputo. W 2003 roku zadebiutował w jego barwach w pierwszej lidze mozambickiej. Grał w nim do 2007 roku i wywalczył z nim dwa mistrzostwa kraju w sezonach 2002 i 2005, wicemistrzostwo w sezonie 2006 oraz zdobył Puchar Mozambiku w sezonie 2004. W latach 2008–2013 był zawodnikiem klubu CD Maxaquene, z którym został mistrzem Mozambiku w sezonie 2012, dwukrotnie wicemistrzem w sezonach 2010 i 2011 oraz zdobywcą krajowego pucharu w sezonie 2010. W latach 2014–2016 był graczem Liga Desportiva. W sezonie 2014 został z nim mistrzem kraju, a w sezonie 2015 sięgnął po mozambicki puchar. W 2017 roku występował w CD Costa do Sol, z którym wywalczył wicemistrzostwo i Puchar Mozambiku. W 2018 wrócił do Ferroviário Maputo. W sezonie 2018 został wicemistrzem kraju, a w sezonie 2022 sięgnął po puchar kraju.

## Kariera reprezentacyjna
W reprezentacji Mozambiku Kito zadebiutował 12 października 2003 w przegranym 0:1 meczu eliminacji do MŚ 2006 z Gwineą, rozegranym w Konakry. Od 2003 do 2023 rozegrał w kadrze narodowej 48 meczów i strzelił 2 gole.